# Cantone di Bagaces
Il cantone di Bagaces è uno dei cantoni della provincia di Guanacaste in Costa Rica. Capoluogo è la città omonima. Confina a est con Cañas, a sud con Nicoya, ad ovest con Liberia, Carrillo e Santa Cruz, a nord con Tilarán, a nord con Upala.
Il nome deriva da quello dal capo indio Bagatzi, che regnava nella regione al tempo dell'arrivo degli spagnoli.
L'economia del cantone si basa sulla coltivazione di cereali, cotone, sull'allevamento del bestiame (bovini e ovini), sulla produzione di legname.
Il territorio cantonale comprende il Parco Nazionale Palo Verde, importante area protetta con una superficie totale di circa 20.000 ettari. Nel Parco sono presenti ben 13 ecosistemi diversi, dalla foresta di mangrovie alla foresta tropicale umida.
Il cantone di Bagaces è stato istituito nel 1848; Bagaces ha ottenuto il titolo di città nel 1918.

## Geografia antropica

### Suddivisioni amministrative
Il cantone  è suddiviso in 4 distretti:
- Bagaces
- Fortuna
- Mogote
- Río Naranjo